# عبد الله السحيمي
عبد الله السحيمي (مواليد 6 سبتمبر 1996) هو لاعب كرة قدم سعودي.

## مسيرة اللاعب
مثل سابقاً نادي أحد ونادي القيصومة ونادي الدرعية ونادي الصفا.

## وصلات خارجية
- عبد الله السحيمي